# فهرست کم‌ارزش‌ترین یکاهای پول
کم‌ارزش‌ترین واحد پول، واحد پولی است که نسبت به یکای پولی خاص، کمترین میزان برابری را نسبت به هر یکای پول دیگری دارد یا کمترین میزان کالا با آن برابر است. معمولاً محاسبه نسبت به یک ارز خاص مانند دلار آمریکا یا یورو انجام می‌گیرد.

## کم‌ارزش ترین یکاهای پول کنونی
تا ۲۹ سپتامبر ۲۰۱۲؛ ۴۳ ارز وجود داشتند که ۱ دلار آمریکا با بیش از ۱۰۰ واحد آن‌ها برابری می‌کرد.
| #  | کشور                  | یکای پول                    | کد ایزو ۴۲۱۷ | ۱ دلار آمریکا                                                   | ۱ یورو                                                     | باارزش‌ترین سکه (در صورت وجود)          | باارزش‌ترین اسکناس                       | ملاحظات                                                                              |
| -- | --------------------- | --------------------------- | ------------ | --------------------------------------------------------------- | ---------------------------------------------------------- | -------------------------------------- | --------------------------------------- | ------------------------------------------------------------------------------------ |
| ۱  | ونزوئلا               | بولیوار ونزوئلا             | VEF          | ۳٬۱۸۰٬۶۸۵                                                       | ۳٬۴۶۴٬۸۳۱                                                  | استفاده نمی‌شود                         | ۱٬۰۰۰٬۰۰۰ (۳۱¢)                         | نرخ‌های ماه اوت ۲۰۲۳                                                                  |
| ۲  | ایران                 | ریال ایران(تومان)           | IRR          | 932,750 (نرخ بازار) 539,380 (نرخ ارز غیر مرجع بانک مرکزی ایران) | 83,100 (نرخ بازار) 566,645 (نرخ غیر مرجع بانک مرکزی ایران) | ۵٬۰۰۰                                  | 1000٬000 2000٬000. 5,0000,00( ایران چک( | نرخ‌های ۱۴۰۱/۰۹/۲۵                                                                    |
| ۳  | بلاروس                | روبل بلاروس                 | BYR          | ۲۵٬۰۰۸                                                          | ۲۷٬۲۴۲                                                     | استفاده نمی‌شود                         | ۲۰۰٬۰۰۰ ($۷٫۹۹)                         |                                                                                      |
| ۴  | ویتنام                | دونگ ویتنام                 | VND          | ۲۳٬۷۳۶                                                          | ۲۵٬۸۵۶                                                     | ۵٬۰۰۰ (۲۱¢)                            | ۵۰۰٬۰۰۰ ($۲۱٫۰۶)                        |                                                                                      |
| ۵  | سائوتومه و پرنسیپ     | دبرای سائوتومه و پرنسیپ     | STD          | ۲۲٬۷۲۱                                                          | ۲۴٬۶۸۹                                                     | ۲٬۰۰۰ (۸¢)                             | ۱۰۰٬۰۰۰ ($۴٫۴۰)                         |                                                                                      |
| ۶  | سیرالئون              | لئون سیرالئون               | SLL          | ۲۱٬۴۶۸                                                          | ۲۳٬۳۸۶                                                     | ۵۰۰ (۲¢, uncommon)                     | ۱۰٬۰۰۰ (۴۶¢)                            |                                                                                      |
| ۷  | زامبیا                | کواچای زامبیا               | ZMK          | ۱۹٬۶۰۷                                                          | ۲۱٬۳۰۶                                                     | استفاده نمی‌شود                         | ۵۰٬۰۰۰ ($۲٫۵۳)                          |                                                                                      |
| ۸  | لائوس                 | کیپ لائوس                   | LAK          | ۱۹٬۳۳۷                                                          | ۲۱٬۰۶۴                                                     | استفاده نمی‌شود                         | ۱۰۰٬۰۰۰ ($۵٫۱۷)                         |                                                                                      |
| ۹  | اندونزی +             | روپیه اندونزی               | IDR          | ۱۵٬۳۳۲                                                          | ۱۶٬۶۹۱                                                     | ۱٬۰۰۰ (۱۰¢, uncommon) ۵۰۰ (۵¢, common) | ۱۰۰٬۰۰۰ ($۶٫۵۲)                         |                                                                                      |
| ۱۰ | لبنان                 | لیره لبنان                  | LBP          | ۱۵٬۰۴۵                                                          | ۱۶٬۳۴۴                                                     | ۵۰۰ (۳¢)                               | ۱۰۰٬۰۰۰ ($۶٫۶۴)                         | Pegged to USD                                                                        |
| ۱۱ | ازبکستان              | سوم ازبکستان                | UZS          | ۱۲٬۰۶۳                                                          | ۱۳٬۱۰۵                                                     | ۱۰۰                                    | ۱٬۰۰۰ (۸¢)                              |                                                                                      |
| ۱۲ | گینه                  | فرانک گینه                  | GNF          | ۸٬۶۳۴                                                           | ۹٬۳۸۸                                                      | استفاده نمی‌شود                         | ۱۰٬۰۰۰ ($۱٫۱۵)                          |                                                                                      |
| ۱۳ | پاراگوئه +            | گوارانی پاراگوئه            | PYG          | ۷٬۲۶۱                                                           | ۷٬۸۸۴                                                      | ۱٬۰۰۰ (۱۳¢)                            | ۱۰۰٬۰۰۰ ($۱۳٫۷۸)                        |                                                                                      |
| ۱۴ | ماداگاسکار            | آریاری ماداگاسکار           | MGA          | ۴٬۴۸۳                                                           | ۴٬۸۶۸                                                      | ۵۰ (۱¢)                                | ۱۰٬۰۰۰ ($۲٫۲۳)                          |                                                                                      |
| ۱۵ | کامبوج                | ریال کامبوج                 | KHR          | ۴٬۱۴۵                                                           | ۴٬۵۰۶                                                      | استفاده نمی‌شود                         | ۱۰۰٬۰۰۰ (۲۴٫۱۲$)                        |                                                                                      |
| ۱۶ | کلمبیا +              | پزوی کلمبیا                 | COP          | ۴٬۰۷۲                                                           | ۴٬۴۲۵                                                      | ۵۰۰ (۱۲¢)                              | ۵۰٬۰۰۰ ($۱۲٫۲۷)                         |                                                                                      |
| ۱۷ | اوگاندا               | شیلینگ اوگاندا              | UGX          | ۳٬۷۱۱                                                           | ۴٬۰۳۵                                                      | ۵۰۰ (۱۳¢)                              | ۵۰٬۰۰۰ ($۱۳٫۴۶)                         |                                                                                      |
| ۱۸ | مغولستان              | توگروگ مغولستان             | MNT          | ۳٬۴۷۴                                                           | ۳٬۷۷۳                                                      | ۵۰۰ (۱۴¢)                              | ۲۰٬۰۰۰ ($۵٫۷۵)                          |                                                                                      |
| ۱۹ | بوروندی               | فرانک بوروندی               | BIF          | ۲٬۸۴۲                                                           | ۳٬۰۸۷                                                      | استفاده نمی‌شود                         | ۱۰٬۰۰۰ (۳٫۵۱$)                          |                                                                                      |
| ۲۰ | تانزانیا              | شیلینگ تانزانیا             | TZS          | ۲٬۴۹۶                                                           | ۲٬۷۱۱                                                      | ۲۰۰ (۸¢)                               | ۱۰٬۰۰۰ ($۴)                             |                                                                                      |
| ۲۱ | جمهوری دموکراتیک کنگو | فرانک کنگو                  | CDF          | ۲٬۴۷۶                                                           | ۲٬۶۸۸                                                      | استفاده نمی‌شود                         | ۵۰۰ (۲۰¢)                               |                                                                                      |
| ۲۲ | میانمار               | کیات میانمار                | MMK          | ۲٬۰۹۸                                                           | ۲٬۲۷۷                                                      | ۱۰۰ (۴¢)                               | ۵٬۰۰۰ ($۲٫۳۸)                           |                                                                                      |
| ۲۳ | کره جنوبی             | وون کره جنوبی ‡             | KRW          | ۱٬۳۲۰                                                           | ۱٬۴۳۲                                                      | ۵۰۰ (۳۷¢)                              | ۵۰٬۰۰۰ ($۳۷٫۸۷)                         |                                                                                      |
| ۲۴ | عراق +                | دینار عراق                  | IQD          | ۱٬۳۰۱                                                           | ۱٬۴۱۲                                                      | ۱۰۰ (۷¢)                               | ۲۵٬۰۰۰ ($۱۹٫۲۰)                         |                                                                                      |
| ۲۵ | رواندا                | فرانک رواندا                | RWF          | ۱٫۱۷۸                                                           | ۱٫۲۷۹                                                      | ۱۰۰ (۸¢)                               | ۵٬۰۰۰ ($۴٫۲۴)                           |                                                                                      |
| ۲۶ | مالاوی                | کواچا مالاویا               | MWK          | ۱٬۰۸۰                                                           | ۱٬۱۷۱                                                      | ۱۰ (۱¢)                                | ۵۰۰ (¢۴۶)                               |                                                                                      |
| ۲۷ | کره شمالی             | وون کره شمالی               | MWK          | ۹۰۰                                                             | ۹۷۶                                                        | ۵۰ (۵¢)                                | ۵۰۰۰ ($۵٫۵۵)                            |                                                                                      |
| ۲۸ | شیلی                  | پزو شیلی                    | CLP          | ۸۵۴                                                             | ۹۲۵                                                        | ۵۰۰ (۵۸¢)                              | ۲۰٬۰۰۰ ($۲۳٫۴۱)                         |                                                                                      |
| ۲۹ | نیجریه                | نایرا نیجریه                | NGN          | ۷۶۱                                                             | ۸۲۵                                                        | ۲ (۱¢)                                 | ۱٬۰۰۰ ($۱٫۳۱)                           |                                                                                      |
| ۳۰ | مرکز آفریقا           | فرانک سی‌اف‌ای آفریقای میانه  | XAF          | ۶۰۵                                                             | ۶۵۵                                                        | ۵۰۰ (۸۲¢)                              | ۱۰٬۰۰۰ ($۱۶٫۵۰)                         |                                                                                      |
| ۳۱ | غرب آفریقا            | فرانک سی‌اف‌ای آفریقای باختری | XOF          | ۶۰۵                                                             | ۶۵۵                                                        | ۵۰۰ (۸۲¢)                              | ۱۰٬۰۰۰ ($۱۶٫۵۰)                         | Pegged rate: ۱ € = 655.957 XAF                                                       |
| ۳۲ | کاستاریکا             | کولون کاستاریکا             | CRC          | ۵۴۲                                                             | ۵۸۶                                                        | ۵۰۰ (۹۲¢)                              | ۵۰٬۰۰۰ ($۹۲٫۲۱)                         |                                                                                      |
| ۳۳ | قزاقستان              | تنگه قزاقستان               | KZT          | ۴۵۹                                                             | ۴۹۷                                                        | ۱۰۰ (۲۱¢)                              | ۱۰٬۰۰۰ ($۲۱٫۷۵)                         |                                                                                      |
| ۳۴ | کومور                 | فرانک کمر                   | KMF          | ۴۵۴                                                             | ۴۹۱                                                        | ۱۰۰ (۲۲¢)                              | ۱۰٬۰۰۰ ($۲۲)                            |                                                                                      |
| ۳۵ | ارمنستان              | درام ارمنستان               | AMD          | ۳۸۴                                                             | ۴۱۶                                                        | ۵۰۰ ($۱٫۲۹)                            | ۱۰۰٬۰۰۰ ($۲۵۹٫۸۵)                       |                                                                                      |
| ۳۶ | سری‌لانکا              | روپیه سری‌لانکا              | LKR          | ۳۲۴                                                             | ۳۵۱                                                        | ۱۰ (۳¢)                                | ۵٬۰۰۰ ($۱۵٫۴۰)                          |                                                                                      |
| ۳۷ | مجارستان              | فورینت مجارستان             | HUF          | ۳۵۴                                                             | ۳۸۴                                                        | ۲۰۰ (۵۶¢)                              | ۲۰٬۰۰۰ ($۵۶٫۳۶)                         |                                                                                      |
| ۳۸ | یمن                   | ریال یمن                    | YER          | ۲۵۰                                                             | ۲۷۰                                                        | ۲۰ (۷¢)                                | ۱٬۰۰۰ ($۳٫۹۹)                           |                                                                                      |
| ۳۹ | گویان                 | دلار گویان                  | GYD          | ۲۰۸                                                             | ۲۲۵                                                        | ۱۰ (۴¢)                                | ۱٬۰۰۰ ($۴٫۷۹)                           |                                                                                      |
| ۴۰ | جیبوتی                | فرانک جیبوتی                | DJF          | ۱۷۸                                                             | ۱۹۲                                                        | ۵۰۰ ($۲٫۸۱)                            | ۱۰٬۰۰۰ ($۵۶٫۱۸)                         |                                                                                      |
| ۴۱ | ژاپن                  | ین ژاپن                     | JPY          | ۱۴۵                                                             | ۱۵۷                                                        | ۵۰۰ ($۳٫۴۲)                            | ۱۰٬۰۰۰ ($۶۸٫۵۵)                         |                                                                                      |
| ۴۲ | ایسلند                | کرونا ایسلند                | ISK          | ۱۳۲                                                             | ۱۴۳                                                        | ۱۰۰ (۷۵¢)                              | ۵٬۰۰۰ ($۳۷٫۸۲)                          |                                                                                      |
| ۴۳ | وانواتو               | واتوی وانواتو               | VUV          | ۱۲۱                                                             | ۱۳۱                                                        | ۱۰۰ (۸۲¢)                              | ۵٬۰۰۰ ($۴۱٫۲۸)                          |                                                                                      |
| ۴۴ | آلبانی                | لک آلبانی                   | ALL          | ۱۰۲                                                             | ۱۱۰                                                        | ۱۰۰ (۹۷¢)                              | ۵٬۰۰۰ ($۴۸٫۹۲)                          | colspan=9 \| Data for all other currencies taken from xe.com unless noted otherwise. |